# Ketill hörðski Þorsteinsson
Ketill hörðski Þorsteinsson fue un vikingo y uno de los primeros colonos de Suður-Þingeyjarsýsla en Islandia (siglo IX). Era hijo de Þorsteinn höfða, un hersir de Hordaland, Noruega. Su hermano Eyvindur Þorsteinsson viajó a Islandia tras la muerte de su padre, y procuró tierras en Reykjardal para ambos hermanos, aunque tuvo una disputa con otro colono llamado Náttfari a quien expulsó. Ketill hörðski se unió posteriormente a su hermano y fundó su hacienda en Einarsstaðir. Se desconoce detalles sobre su familia, pero las sagas nórdicas mencionan a una hija.